# La porta dei sogni (film 1955)
La porta dei sogni è un film del 1955 diretto da Angelo D'Alessandro.